# لوکیوس امیلیوس پاولوس ماکدونیکوس
لوکیوس امیلیوس پاولوس ماکدونیکوس (انگلیسی: Lucius Aemilius Paullus Macedonicus؛ ۲۲۹ قبل از میلاد – ۱۶۰ قبل از میلاد) کنسول جمهوری روم در سال ۱۸۲ و ۱۶۸ قبل از میلاد بود. وی در جنگ سوم مقدونیه مقدونیه باستان را فتح کرد و به حکومت دودمان آنتیگونی پایان داد.